# اتفاقية التلوث الجوي

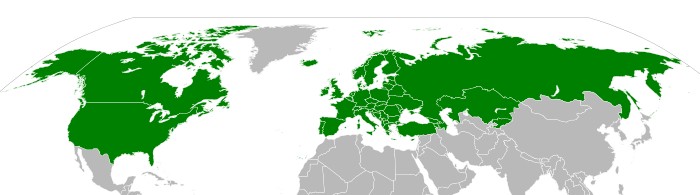
Map showing Convention on Long-Range Transboundary Air Pollution signatories (green) and ratifications (dark green) as of July 2007

تهدف اتفاقية التلوث الجوي بعيدة المدى والتي في الغالب تمت اختصارها إلى اتفاقية الهواء أو CLRTAP إلى حماية البيئة البشرية من تلوث الهواء ومنع التلوث تدريجيًا، والتي تتضمن أيضا التلوث الجوي بعيد المدى عبر الحدود. يتم العمل عليه من الجهة المختصه ببرنامج المراقبة والتقييم الأوروبي (EMEP) والذي تتم ادارته من قبل لجنة الأمم المتحدة الاقتصادية لأوروبا (UNECE).

## السكرتارية
والتي تحدد الاتفاقية، والتي ضمت حتى الآن 51 طرفًا، الأمين التنفيذي للجنة الأمم المتحدة الاقتصادية لأوروبا (UNECE) باعتباره أمانتها. كما تظهر الأطراف المتواجدة حاليا في الاتفاقية على الخريطة.
يتم تنفيذ الاتفاقية من قبل البرنامج الأوروبي للرصد والتقييم (EMEP) (اختصار للبرنامج التعاوني
لرصد وتقييم الانتقال بعيد المدى لملوثات الهواء في أوروبا).

## إجراء
هدف الاتفاقية هو السعي من الأطراف إلى الحد من تلوث الهواء عبر الحدود والتقليل منه تدريجياً بقدر المستطاع. وان تضع الأطراف سياستها واستراتيجيتها لمكافحة تصريف ملوثات الهواء من خلال تبادل المعلومات والبحث والمراقبة.
تجتمع المجموعة سنوياً في دورات الهيئة التنفيذية لغرض الاستعراض للعمل الجاري وتخطيط الأنشطة المستقبلية بما في ذلك خطة العمل للسنة القادمة. تعمل الهيئات الفرعية الرئيسية - الفريق العامل المعني بالآثار، والهيئة التوجيهية لبرنامج EMEP والفريق العامل المعني بالاستراتيجيات والمراجعة - أيضا إلى لجنة تنفيذ الاتفاقية، بإعطاء تقارير إلى الهيئة التنفيذية خلال كل سنه.
تضم الأنشطة ذات الأولوية للاتفاقية حالا مراجعة أحدث بروتوكولاتها ومراجعتها المحتملة، وتطبيق الاتفاقية وبروتوكولاتها في كل أنحاء منطقة لجنة الأمم المتحدة الاقتصادية لأوروبا (مع التركيز على أوروبا الشرقية والقوقاز وجنوب شرق أوروبا واسيا الوسطى بشكل خاص) والمشاركة من خلال معلوماتها مع مناطق أخرى في العالم.

## بروتوكلات
منذ سنة 1979، قامت اتفاقية تلوث الهواء بعيد المدى عبر الحدود بحل بعض المشكلات البيئية الرئيسية في منطقة لجنة الأمم المتحدة الاقتصادية لأوروبا عبر التعاون العلمي والتفاوض بشأن السياسات. وقد تم تمديد الاتفاقية بثمانية بروتوكولات توضح تدابير معينه يجب أن يتم أخذ اعين الاعتبار بها من قبل الاعضاء المعنيين لخفض انبعاثاتها من ملوثات الهواء:
بروتوكول بشأن التمويل طويل الأجل للبرنامج التعاوني لرصد وتقييم الانتقال بعيد المدى لملوثات الهواء في أوروبا (1984):
•	بروتوكول هلسنكي لعام 1985 بشأن خفض انبعاثات الكبريت
•	بروتوكول أكسيد النيتروجين (1988)
•	بروتوكول المركبات العضوية المتطايرة (1991)
•	1994 بروتوكول أوسلو بشأن زيادة خفض انبعاثات الكبريت
•	بروتوكول بشأن المعادن الثقيلة (1998)
•	بروتوكول آرهوس بشأن الملوثات العضوية الثابتة (1998)
•	1999 بروتوكول غوتنبرغ لتخفيض التحمض والتغذية والأوزون على مستوى الأرض (1999)

## روابط خارجية
- Convention on Long-Range Transboundary Air Pollution
- Ratifications, at depositary

قالب:شريط بواباب